# 小斯塔夫湖
50°44′54.22″N 15°42′3.72″E / 50.7483944°N 15.7010333°E

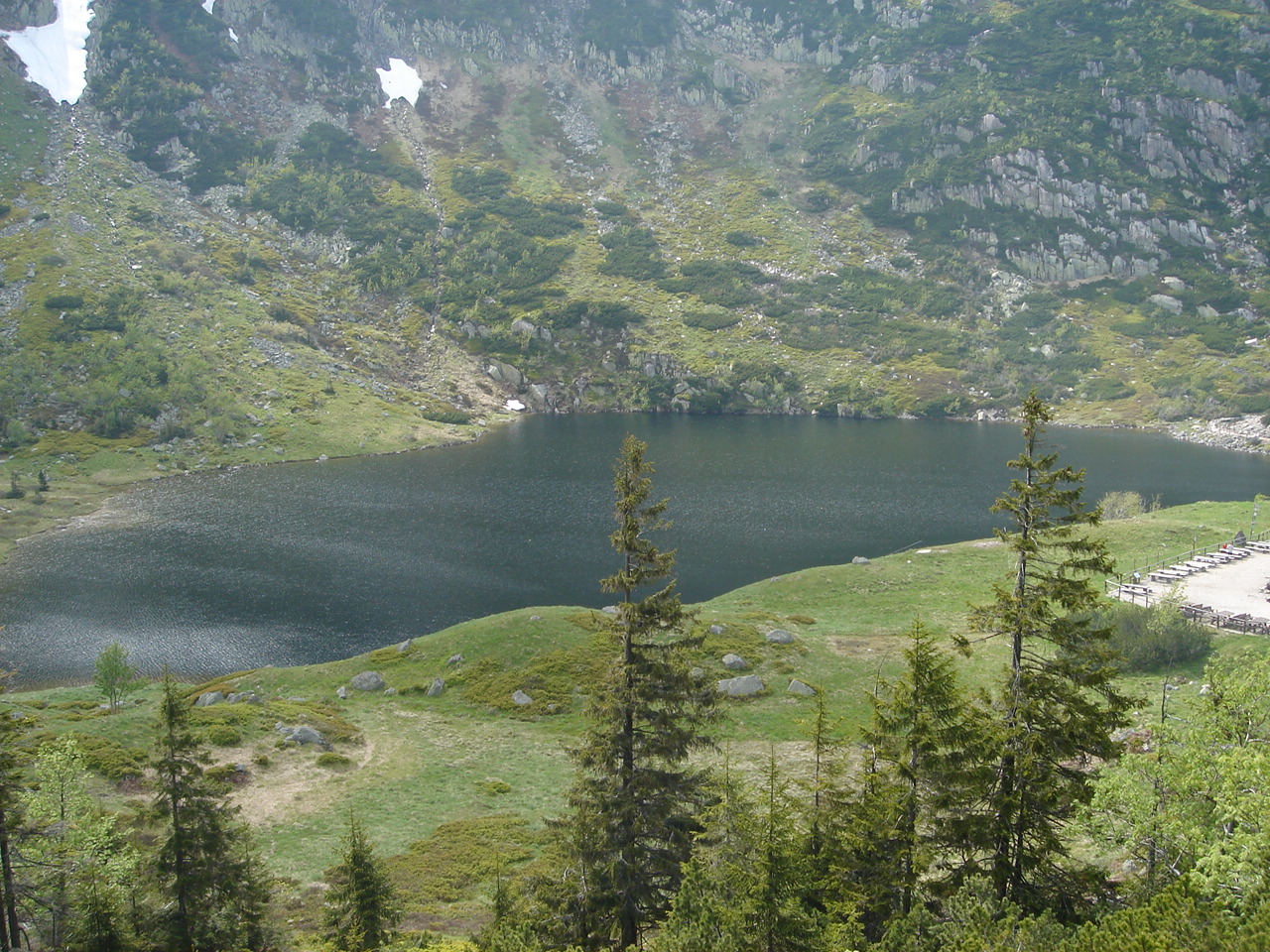

小斯塔夫湖是波蘭的湖泊，位於該國西南部下西里西亞省，處於克爾科諾謝山，長0.25公里、寬0.14公里，面積28.8平方公里，平均水深3.4米，最大水深7.3米。